# Black and Blue
Black and Blue – trzynasty w Wielkiej Brytanii i piętnasty w Stanach Zjednoczonych album grupy The Rolling Stones. Był to pierwszy album z udziałem Rona Wooda.

## Lista utworów
| 1. | „Hot Stuff”                       | 5:20  |
|    |                                   |       |
| 2. | „Hand of Fate”                    | 4:28  |
|    |                                   |       |
| 3. | „Cherry Oh Baby” (Eric Donaldson) | 3:53  |
|    |                                   |       |
| 4. | „Memory Motel”                    | 7:07  |
|    |                                   |       |
| 5. | „Hey Negrita”                     | 4:58  |
|    |                                   |       |
| 6. | „Melody”                          | 5:47  |
|    |                                   |       |
| 7. | „Fool to Cry”                     | 5:04  |
|    |                                   |       |
| 8. | „Crazy Mama”                      | 4:34  |
|    |                                   |       |
|    |                                   | 41:11 |
|    |                                   |       |

## Muzycy
- Mick Jagger – śpiew, śpiew towarzyszący, perkusja, gitara, pianino, elektryczne pianino
- Keith Richards – gitara, śpiew towarzyszący, śpiew, elektryczne pianino, gitara basowa
- Charlie Watts – perkusja
- Bill Wyman – gitara basowa, perkusja
- Ron Wood – gitara, śpiew towarzyszący
- Ollie Brown – perkusja
- Nicky Hopkins – elektryczna pianino, organy, syntezator
- Harvey Mandel – elektryczna gitara
- Wayne Perkins – gitara, akustyczna gitara, elektryczna gitara
- Billy Preston – śpiew towarzyszący, pianino, śpiew, organy, keyboard, syntezator
- Ian Stewart – perkusja

## Listy przebojów
Album
| Rok  | Lista                   | Pozycja |
| ---- | ----------------------- | ------- |
| 1976 | UK Top 60 Albums        | 2       |
| 1976 | Billboard 200 (24 tyg.) | 1       |

Single
| Rok  | Single        | Lista                 | Pozycja |
| ---- | ------------- | --------------------- | ------- |
| 1976 | „Fool to Cry” | UK Top 50 Singles     | 6       |
| 1976 | „Fool to Cry” | The Billboard Hot 100 | 10      |
| 1976 | „Hot Stuff”   | The Billboard Hot 100 | 49      |
| 1976 | „Hot Stuff”   | Black Singles         | 84      |
| 1976 | „Hot Stuff”   | Club Play Singles     | 11      |

## Certyfikaty i sprzedaż
| Kraj                     | Certyfikat      | Sprzedaż   |
| ------------------------ | --------------- | ---------- |
| Stany Zjednoczone (RIAA) | platynowa płyta | 1 000 000+ |
| Wielka Brytania (BPI)    | złota płyta     | 100 000+   |